# Josefine Graakjær Nielsen
Josefine Graakjær Nielsen (født 1985) er en dansk forfatter uddannet fra Forfatterskolen i 2013. Hun debuterede med langdigtet Rosebud i 2015, som udkom på forlaget Gladiator og udgav  i 2017 romanen Johannes og i 2021 udkom hybrid bogen Jeg savner dit døde hår, der indeholder illustrationer af Kaspar Bonnén og Morten Schelde.

## Baggrund
Udover at‌ ‌være‌ ‌forfatter‌ ‌er‌ ‌Josefine‌ ‌Graakjær‌ ‌Nielsen‌ ‌kunstner og‌ ‌uddannet‌ ‌psykolog.‌ ‌Hun‌ ‌arbejder‌ ‌både‌ ‌litterært‌ ‌og‌ ‌dokumentarisk‌ ‌med‌ ‌sammenhængene‌ ‌mellem‌ ‌kunst‌ ‌og‌ ‌mental‌ ‌sundhed.‌ ‌I‌ ‌2019‌ ‌blev‌ ‌hun‌ ‌en‌ ‌af‌ ‌de‌ ‌16‌ ‌udvalgte‌ ‌kunstnere‌ ‌til‌ ‌gruppen‌ ‌”Den unge kunstneriske elite”‌, ‌et‌ ‌karriereprogram‌ ‌fra‌ ‌Statens‌ ‌Kunstfond,‌ ‌der‌ ‌støtter‌ ‌kunstnere‌ ‌indenfor‌ ‌musik,‌ ‌scenekunst,‌ ‌billedkunst,‌ ‌litteratur,‌ ‌film,‌ ‌arkitektur samt‌ ‌kunsthåndværk‌ og‌ ‌design‌. Hun‌ ‌er‌ ‌facilitator‌ ‌for‌ ‌skrivegrupper‌ ‌i‌ ‌psykiatrien‌ ‌og‌ ‌for‌ ‌folk‌ ‌i‌ ‌misbrugsbehandling.‌ ‌

## Forfatterskab
Kendetegnende for Josefines Graakjærs forfatterskab er eksperimentering med genrer. Det gælder både hendes debut Rosebud, samt i romanen Johannes, der er en eksperimenterende slægtshistorie.

### Rosebud (2015)
Titlen Rosebud er en reference til filmen Citizen Kane, hvor hovedpersonens sidste ord er ”Rosebud”, et ord hvis betydning filmens personer forgæves søger filmen igennem - men som vi som dens tilskuere forstår. I parateksten angives bogen som poesi. Digtet kan betegnes som et langdigt, der befinder sig indenfor interaktionslyrikken. Der findes forskellige typer af langdigte, hvoraf Rosebud kan placeres som et episk-narrativt langdigt , eftersom det er en sammenblanding af prosa og lyrik.

### Johannes (2017)
Romanen er en utraditionel og eksperimenterende slægtshistorie, der tegner et portræt af Graakjær Nielsens depressive farfar og hans kendte bror Richard Møller Nielsen.

## Omtale

### Rosebud
- Larsen, S. Peter: "Når kærligheden går under", Kristeligt Dagblad, 2015[5]
- Skiveren, Tobias: "Kærestebrevets poesi", Jyllands-Posten, 2015[6]
- Johansen, Jørgen: "Ungt poesiboom har stort potentiale", Berlingske, 2015[7]

### Johannes
- ”Helt vildt smukt og helt vildt interessant… Josefine Graakjær byder ind med et originalt bud på romanen, som på en gang er et fantastisk formelt og fantastisk følsomt familieportræt”[8] - Politiken, 2017
- ”Josefine Graakjær har et indiskutabelt poetisk talent”[8] - Weekendavisen, 2017
- ”En dybt smerte- og sanselig tekst om tab. Lag på lag af sirlige sprogsystemer, repetitioner, kæder og forgreninger”[8] - Kristeligt Dagblad, 2017